# Ascensión Martínez Salinas
Ascensión Martínez Salinas (Elx, 20 de febrer de 2002), coneguda com a Asun Martínez, és una futbolista valenciana que juga de davantera al València CF.
Nascuda al Barri de Carrús, i més concretament, al bloc d'edificis coneguts com La Rata, Asun va començar la seua carrera a l'Elx Sporting, amb tres anys. Als nou passa a la Sociedad Cultural Deportiva Intangco, i posteriorment s'està dos temporades a l'Elx CF, fins que descendiren i fitxa pel Sporting Plaça d'Argel d'Alacant. El 2019 fitxa pel València CF, consolidant-se com una dels referents de l'equip.
El 2022 formà part de l'equip de la selecció espanyola que va aconseguir el campionat del món sub20 a Costa Rica, imposant-se al Japó per 3-1 en la final. En aquell partit, Asun fou substituïda per Fiamma Benítez en la segona part, i es feu viral la foto de la seua celebració, ambdues amb la senyera besant el trofeu.